# Circus Gleich
Pour les articles homonymes, voir Gleich.
Le Cirque Géant Gleich, ou Circus Gleich est un cirque voyageur disparu d'origine allemande qui posséda entre 1928 et 1933 l'un des plus grands chapiteaux d'Europe. 

## Description
Julius Gleich (1886-1951), d'origine autrichienne, a fondé le cirque.
Le chapiteau du Cirque Gleich, un cirque-hippodrome de 62 mètres de long, avait une capacité de 10 000 places assises. 
En 1924, le Cirque Gleich disposait d'une ménagerie de 160 animaux et d'une cavalerie de 116 chevaux. Le spectacle était donné soit simultanément sur trois pistes, soit sur la piste hippodrome.
Le cirque fit deux tournées en France, en 1929 et 1933, et fit chaque fois un séjour aux portes de Paris.
Au 27 septembre 1931, la compagnie était à Malines (Belgique), sur un terrain localisé entre le chaussée d'Anvers et le chaussée de Lierre. Le club de foot local KRC Malines craignait la concurrence pour son match contre le Daring de Bruxelles
Le Cirque Gleich fit faillite en 1935. Après être revenu à une taille plus modeste, le Cirque Gleich s'arrête définitivement en 1937. Julius Gleich essaie de relancer son entreprise après la guerre à une échelle beaucoup plus petite, mais l'expérience est interrompue par son décès en 1951. 

## Représentations
L'ingénieur hollandais V. Herwerden a élaboré la maquette de cirque la plus grande du monde (50 m², à une échelle 1:25) à l'image du cirque Gleich tout au long de 40 ans. Elle rassemble 420 figurines de personnages humains, 270 d'animaux et 170 de véhicules. Elle a été exposée dans le cadre des éditions de 2015 et 2019 du Festival international du cirque Éléphant d'Or à Gérone et depuis 2020 elle est exhibée à Circusland, musée consacré aux arts du cirque à Besalú (Espagne).